# The Wall Street Journal
The Wall Street Journal međunarodne su dnevne novine koje izlaze na engleskom jeziku sa značajnim naglaskom na poslovne i gospodarske vijesti. Objavljuje ga „Dow Jones & Company”, odjel „News Corpa”, zajedno s europskim i azijskim izdanjima šest puta tjedno. „The Wall Street Journal” su po nakladi najveće novine u Sjedinjenim Državama. Prema podacima iz ožujka 2013. „Alliance for Audited Media”, naklada je bila približno 2,4 milijuna primjeraka (uključujući gotovo 900.000 digitalnih pretplata). Prema podacima „News Corpa” iz lipnja 2017., naklada je bila 2,277 milijuna primjeraka (uključujući 1.270.000 digitalnih pretplata). Usporedbe radi, „USA Today” ima nakladu od 1,7 milijuna primjeraka. Glavni konkurent im je londonski list „Financial Times”, koji također izlazi u nekoliko izdanja.
Novine se uglavnom fokusiraju na američke gospodarske i globalne poslovne teme, kao i na financijske vijesti i teme. Ime novina dolazi od ulice u New Yorku koja se zove „Wall Street” i dio je financijske četvrti New Yorka. Osnivači ovih novina bili su: Charles Dow, Edward Jones i Charles Bergstresser. Prvo izdanje izašlo je 8. srpnja 1889. godine. Tiskano izdanje osvojilo je Pulitzerovu nagradu trideset i sedam puta, uključujući njihovo izvješćivanje iz 2007. o promjenama datuma na burzi i neželjenim posljedicama kineske ekonomske reforme. Godine 2011. „The Wall Street Journal” ponovno je osvojio prvo mjesto na listi „Media Power 50”, 12. godinu zaredom.
Također se izdaje luksuzni časopis „WSJ”, koji je izvorno izlazio tromjesečno, ali je od 2014. proširen na 12 izdanja godišnje. Internetska verzija pokrenuta je 1996. i od svog početka dostupna je samo pretplatnicima. Uredničke stranice često su konzervativne.